# 阿末沙 (马来西亚最高元首)
苏丹哈芝阿末·沙·阿穆斯达因·比拉（1930年10月24日—2019年5月22日）是马来西亚第七任最高元首、彭亨州第五任蘇丹。曾在牛津大学伍斯特学院和埃克塞特大学留学，並於二战期间学会日语。1979年3月29日，时任最高元首苏丹端姑雅亚·柏特拉驾崩，他於同年当选为马来西亚第七任最高元首，至1984年4月25日卸任。
2019年5月22日，苏丹阿末沙在吉隆坡国家心脏中心驾崩，享年88岁。

## 生平
苏丹阿末沙于1930年10月24日出生于北根孟加敦加王宫，是苏丹阿布巴卡的独生子及第三个孩子。1944年，年仅14岁的阿末沙受封为王储。阿末沙于北根马来学校就读，后来前往霹雳州江沙马来学院就读，他在二战期间学会日语，并在战爭结束后入住立卑圣弗学校。1948年，当时被称为东姑阿末的阿末沙在牛津大学伍斯特学院和埃克塞特大学留学，就读公共行政学。1953年，阿末沙回国后便前往波德申参与军官学员课程，为期六个月，并成功结业。之後他曾于霹雳州打巴皇家马来兵团第4营服役，军阶为上尉，並曾短暂以少校身份在后备军服务。1963年印马对抗时，阿末沙担任文德甲5英里后备军步兵部队第12营的总指挥。
1974年5月7日，父王苏丹阿布巴卡驾崩，东姑阿末继任，出任彭州第五任苏丹，加冕仪式于1975年5月8日在北根阿布峇卡皇宫举行。1975年9月，苏丹阿末沙受任为马来西亚副最高元首。1979年3月29日，时任最高元首苏丹端姑雅亚·柏特拉驾崩。同年，苏丹阿末沙当选为马来西亚第七任最高元首，1979年4月26日宣誓就任，任期五年，1980年7月10日加冕，1984年4月25日卸任。
阿末沙於1984年至2014年期間担任马来西亚足球总会会长，亦於1994年至2002年間出任亚洲足球联合会主席。至2016年12月，苏丹阿末沙由于健康不佳，任命长子东姑阿都拉为彭亨摄政王。2019年1月12日，彭州王室宣布苏丹阿末沙由于年迈体弱而退位，并由摄政王东姑阿都拉继承王位，2019年1月11日生效。苏丹阿都拉也谕旨尊封父王为太上王苏丹阿末沙。
太上王苏丹阿末沙于2019年5月22日早上8点50分在吉隆坡国家心脏中心驾崩，享年88岁。其遗体于当日晚间运回北根阿布峇卡王宫供瞻仰，隔日下午安葬在北根王陵。首相马哈迪·莫哈末、首相夫人茜蒂哈斯玛、副首相旺阿兹莎及内阁部长纷纷发文，向国家元首苏丹阿都拉及彭亨王室致哀。马哈迪和柔佛苏丹依布拉欣等人也到北根王宫，向苏丹阿末沙殿下致哀。

## 个人生活
苏丹阿末沙于1954年与东姑阿夫占成婚。东姑阿夫占从1979年至1984年也就任最高元首。东姑阿夫占1988年逝世后，苏丹阿末沙在1991年与来自巴基斯坦的苏丹后卡宋（née Anita）再婚。苏丹阿末沙与东姑阿夫占有七个孩子，与苏丹后卡宋有一个儿子。